# نیکلاس یوسای
نیکلاس یوسای (انگلیسی: Nicolas Usaï؛ زادهٔ ۱ مهٔ ۱۹۷۴) بازیکن فوتبال اهل فرانسه است.
از باشگاه‌هایی که در آن بازی کرده‌است می‌توان به باشگاه فوتبال المپیک مارسی اشاره کرد.